# Hitlerkever
De hitlerkever (Anophthalmus hitleri) is een blinde loopkever die in enkele vochtige grotten in Slovenië voorkomt. De kever, uit de onderfamilie Trechinae, is een carnivore jager op kleinere medegrotbewoners.

## Beschrijving
De soort wordt ongeveer een halve centimeter groot en heeft geen ogen (de geslachtsnaam Anophthalmus betekent letterlijk: zonder ogen). De kever, die in het donker leeft, is niet opvallend gekleurd, eerder half doorzichtig. De dieren zijn relatief slank, het halsschild is maar iets breder dan de helft van de breedte van het achterlijf.

## Naam
De hitlerkever heeft zijn wetenschappelijke naam te danken aan de Duitse insectenverzamelaar Oscar Scheibel, aan wie in 1933 een exemplaar van deze tot dan toe onbekende keversoort werd verkocht. Scheibel vernoemde hem naar de toen net tot rijkskanselier verkozen Adolf Hitler. ("Als uiting van mijn bewondering" zo schreef hij in zijn verklaring). De toewijding bleef niet onopgemerkt door de Führer, die Scheibel een vriendelijk bedankbriefje schreef. Ondanks het feit dat de naam inmiddels enigszins misplaatst lijkt, staat de ICZN een naamswijziging om uitsluitend die reden niet toe.

## Curiosum
Stropers jagen op de kever omdat zowel verzamelaars van nazi-memorabilia als die van insecten graag een exemplaar vanwege de naam in hun collectie willen hebben. Ook uit museumcollecties zijn vele exemplaren gestolen. Bij veilingen kan de kever meer dan 1000 euro opbrengen.